# Українці Таджикистану
Українці Таджикистану — одна з етнічних громад на території Таджикистану. Раніше чисельність і питома вага українців у республіці мала куди більш значні масштаби, але після розпаду СРСР, громадянської війни в Таджикистані, різкого економічного спаду, соціально-економічне становище українців значно погіршилося і більшість з них емігрувало в перші роки незалежності.

## Історія та сучасність української діаспори
Українці в Таджикистані появились у другій половині ХІХ століття. Переважно це були військовослужбовці, засланці, чиновники та селяни. у 1917 році у Ходженті виникла українська громада.
В радянський період з розподілу в республіку направляються спеціалісти, кваліфіковані робітники, молоді фахівці з України, які вклали свій внесок у індустріалізацію економіки республіки.
У Середній Азії і в Таджикистані зокрема, так склалося, що більшість військовослужбовців за призовом були з України, як і багато хто з офіцерського складу. В першу чергу це стосувалося прикордонних військ.

### Чисельність
За переписом 1897 року у Ходжентському повіті Самаркандської області (який був повністю у межах сучасного Таджикистану) проживало 144 українці: 94 - у Ходженті, 49 - в Уратюбе та ще одна жінка-українка - поза містами.
За даними переписів ХХ століття, найбільша кількість українців в Таджикистані проживала в 1989 році — 41 375 осіб; до 2000 року їх число скоротилося до 3 787 чоловік. Частка українського населення найвищою була за даними перепису 1959 року.
Динаміка чисельності українців в Таджикистані:
З моменту своєї появи на території республіки, українці грали важливу роль у всіх сферах життя країни, особливо в радянський період, і в першу чергу в її столиці — місті Душанбе. Непрості міжетнічні відносини в республіці, економічний занепад, політична нестабільність, призвели до масової еміграції українців та іншого цивільного європейського населення на початку 1990-х. що, в свою чергу, призвело до значного старіння української діаспори в країні і погіршення його демографічних показників.

### Культурно-громадські заходи
В даний час культурно-громадські заходи української діаспори здійснюються за підтримки Посольства України в Таджикистані.
Серед заходів української діаспори, що відбулись останнім часом можна відзначити:
- 26 листопада 2016 року — День пам'яті жертв голодомору в Україні 1932—1933 років[3]
- 22 січня 2017 року — святкування Дня Соборності України[4]
- 9 березня 2017 року — традиційні Шевченківські читання, присвячені 203-й річниці з дня народження Т. Г. Шевченка[5]